# Werpin
Werpin is een dorp in de Famenne in de Belgische gemeente Hotton, provincie Luxemburg.

## Ligging
Werpin ligt aan de Rue des Monts, die tussen Hampteau en Soy loopt. In Hampteau is er aansluiting op de N833 en in Soy op de N807.

## Toerisme

### Bezienswaardigheden
- La Vierge de Werpin, een 11 meter hoog mariabeeld;
- Wandelroutes in de bossen van Werpin en in de Ourthevallei;
- De romaanse kerk van Werpin.

### La Vierge de Werpin
Het beeld "La Vierge de Werpin" (Nederlands: De maagd van Werpin) heeft een totale hoogte van 11,30 m met de sokkel en 7 meter voor het beeld zelf. Het werd opgericht door priester René Janus, die publieke fondsen had verzameld. Het beeld is geconstrueerd met de hulp van Louis Hoyoux en Auguste Fabert. Op 2 september 1931 hebben de bisschop van Namen en priester Janus het beeld ingehuldigd, in het bijzijn van tienduizend pelgrims.
Men zegt dat het beeld het dorp altijd beschermd heeft: tijdens de Tweede Wereldoorlog bevonden de Duitsers zich in het bos achter het beeld en vuurden op Hampteau, waar zich de Amerikanen bevonden met hun artillerie. Iedereen zou echter veilig en wel de oorlog zijn uitgekomen.

## Afbeeldingen

### Werpin

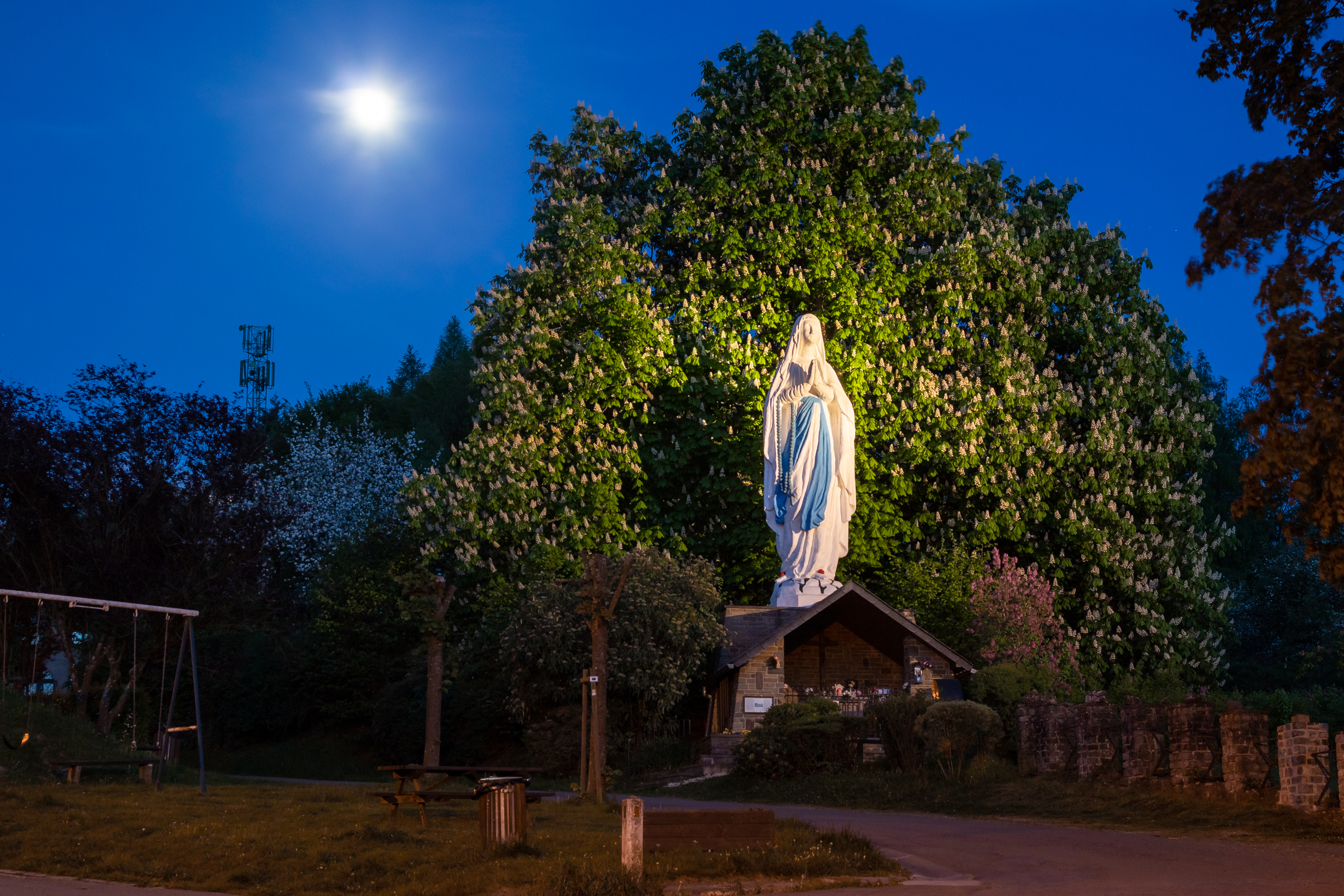
"La Vierge de Werpin"
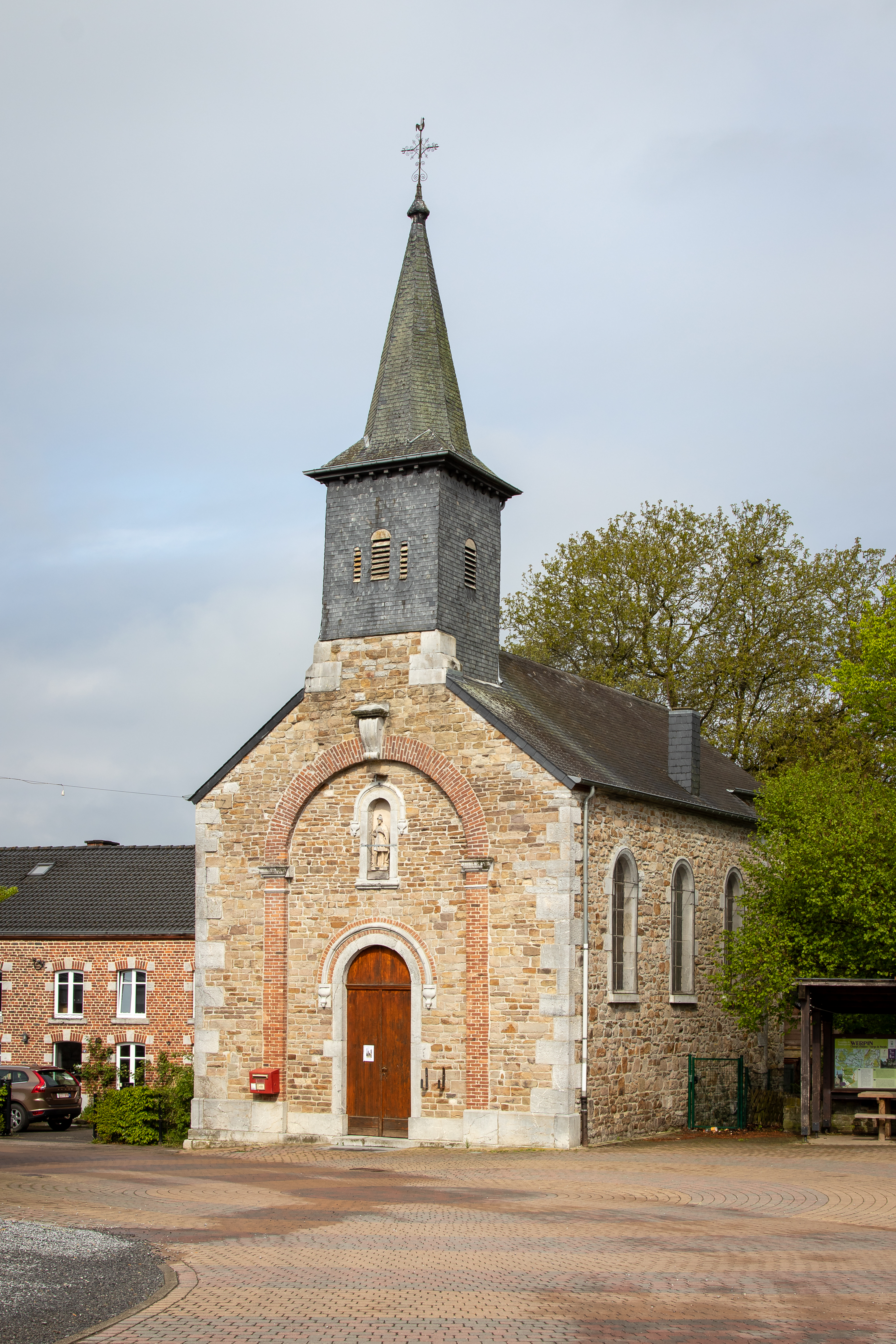
De kerk van Werpin
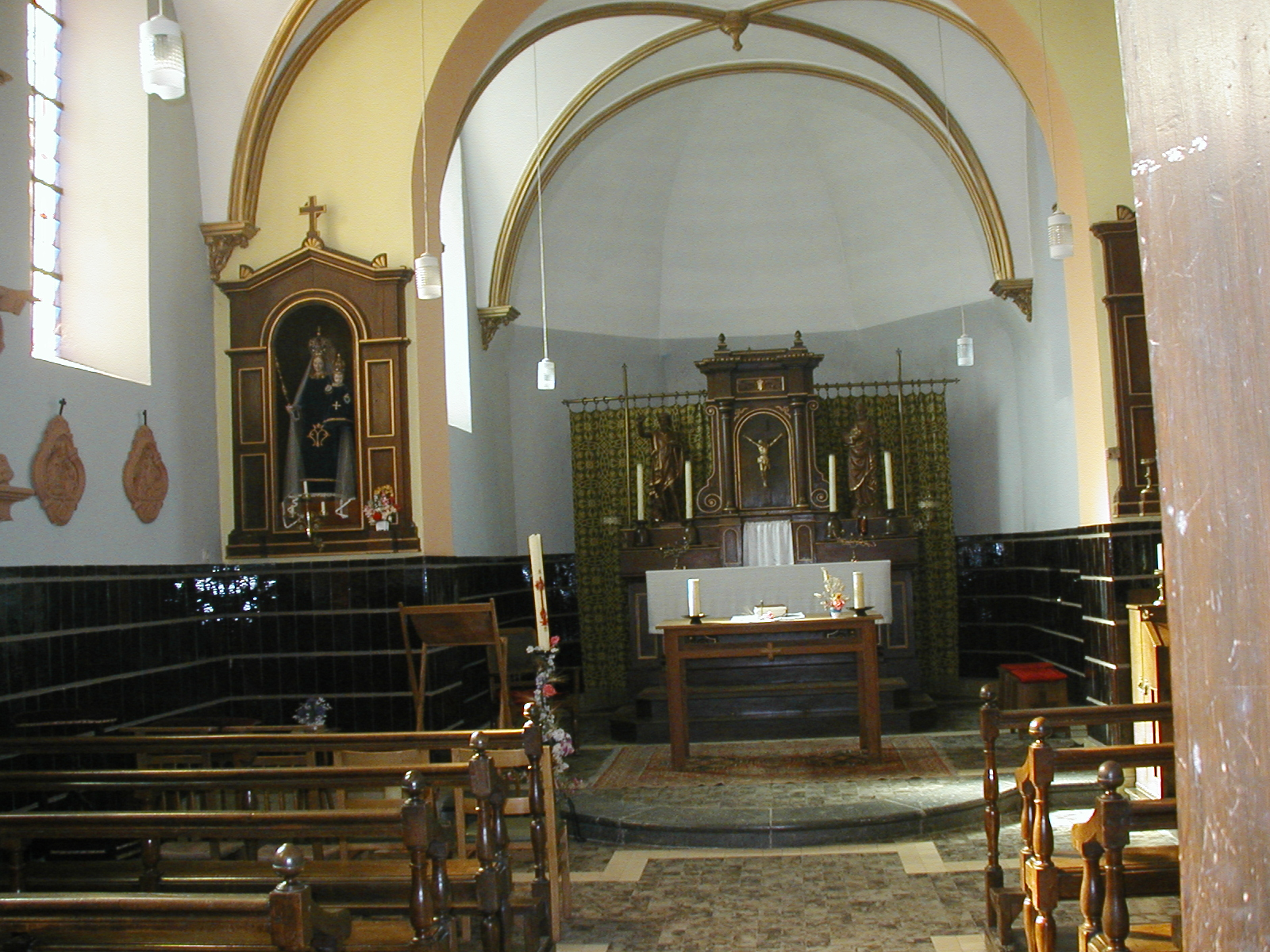
Interieur van de kerk
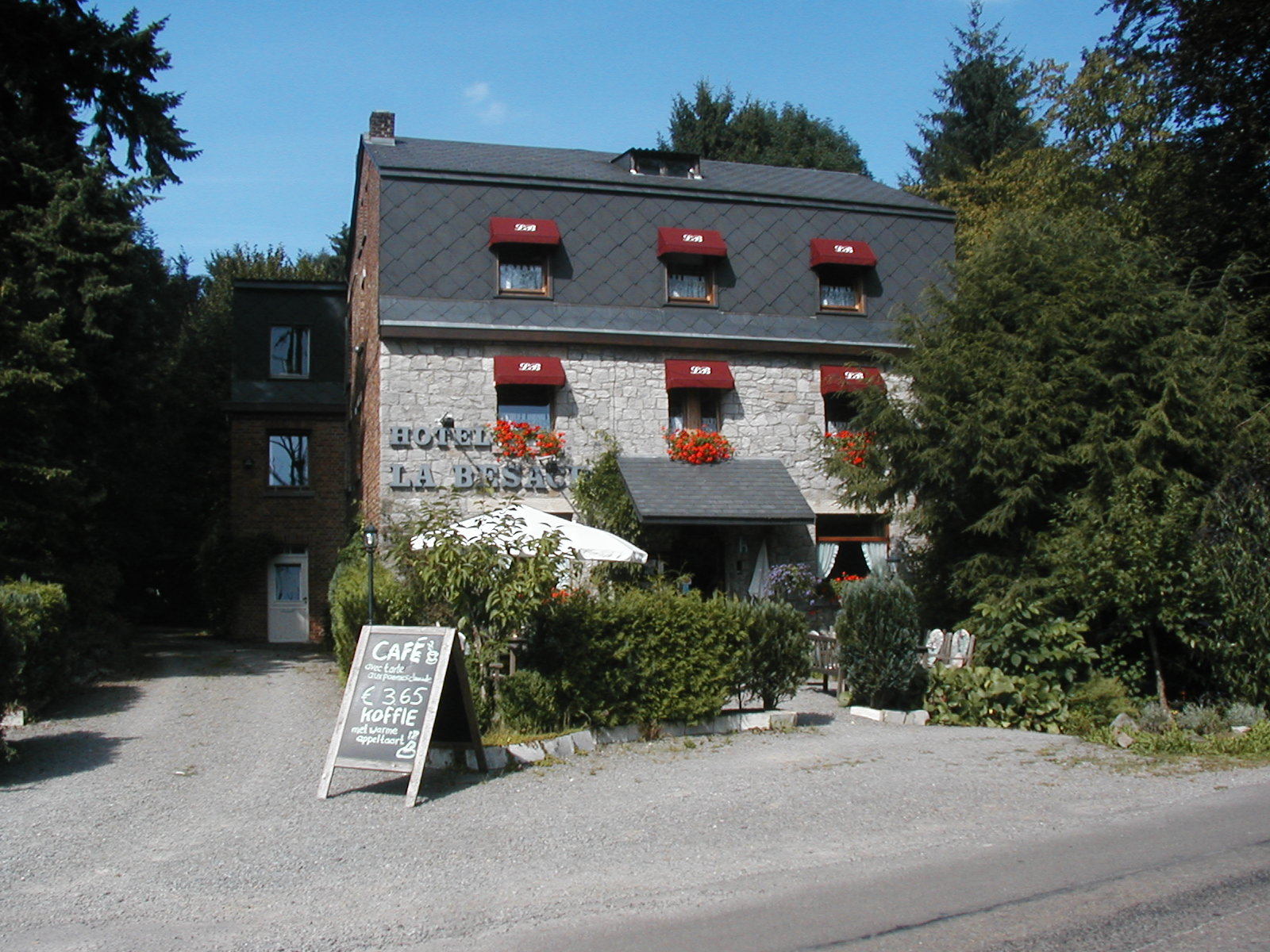
Hotel La Besace

### Ourthe tussen Hampteau en Werpin

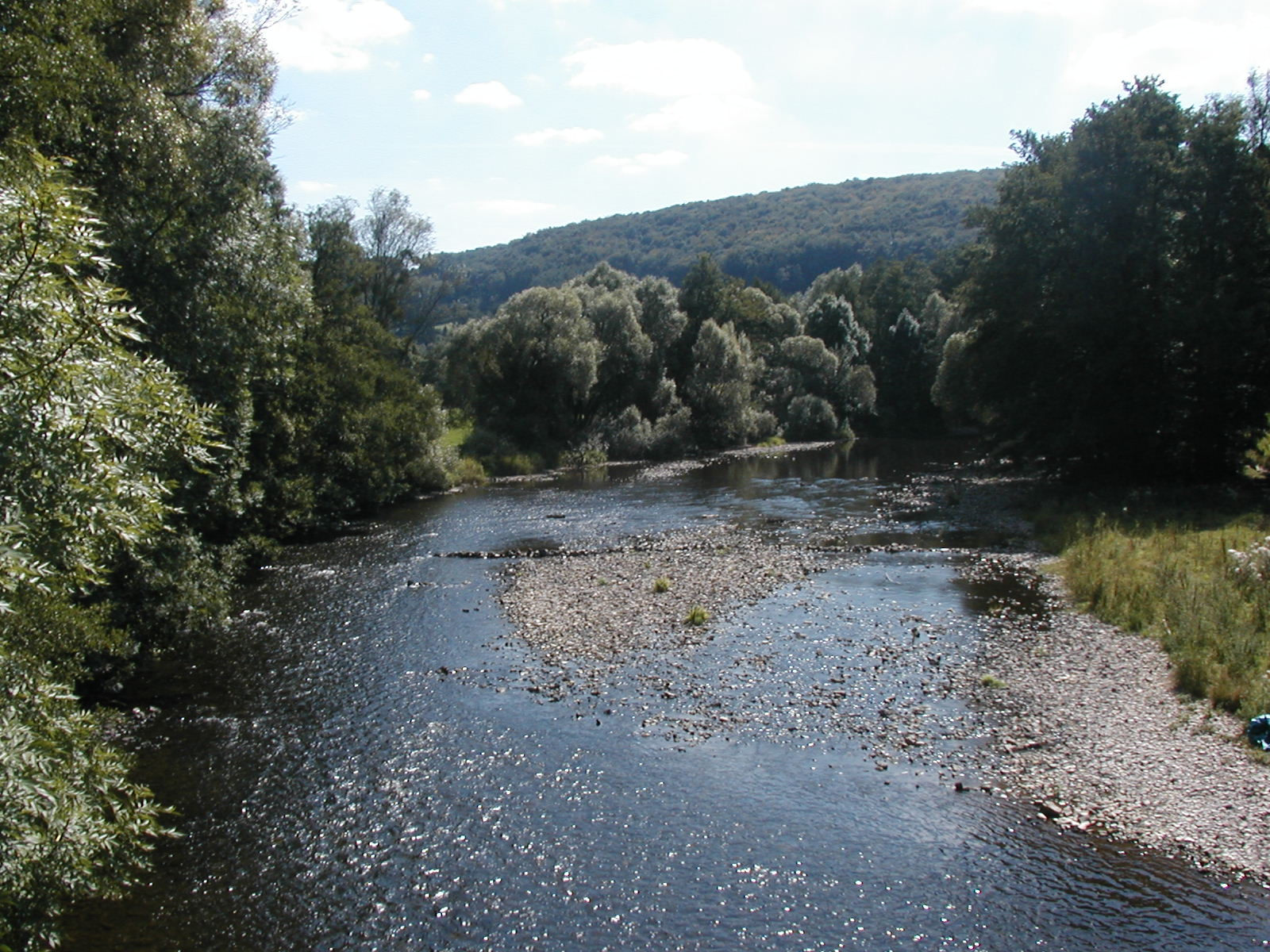
Ourthe
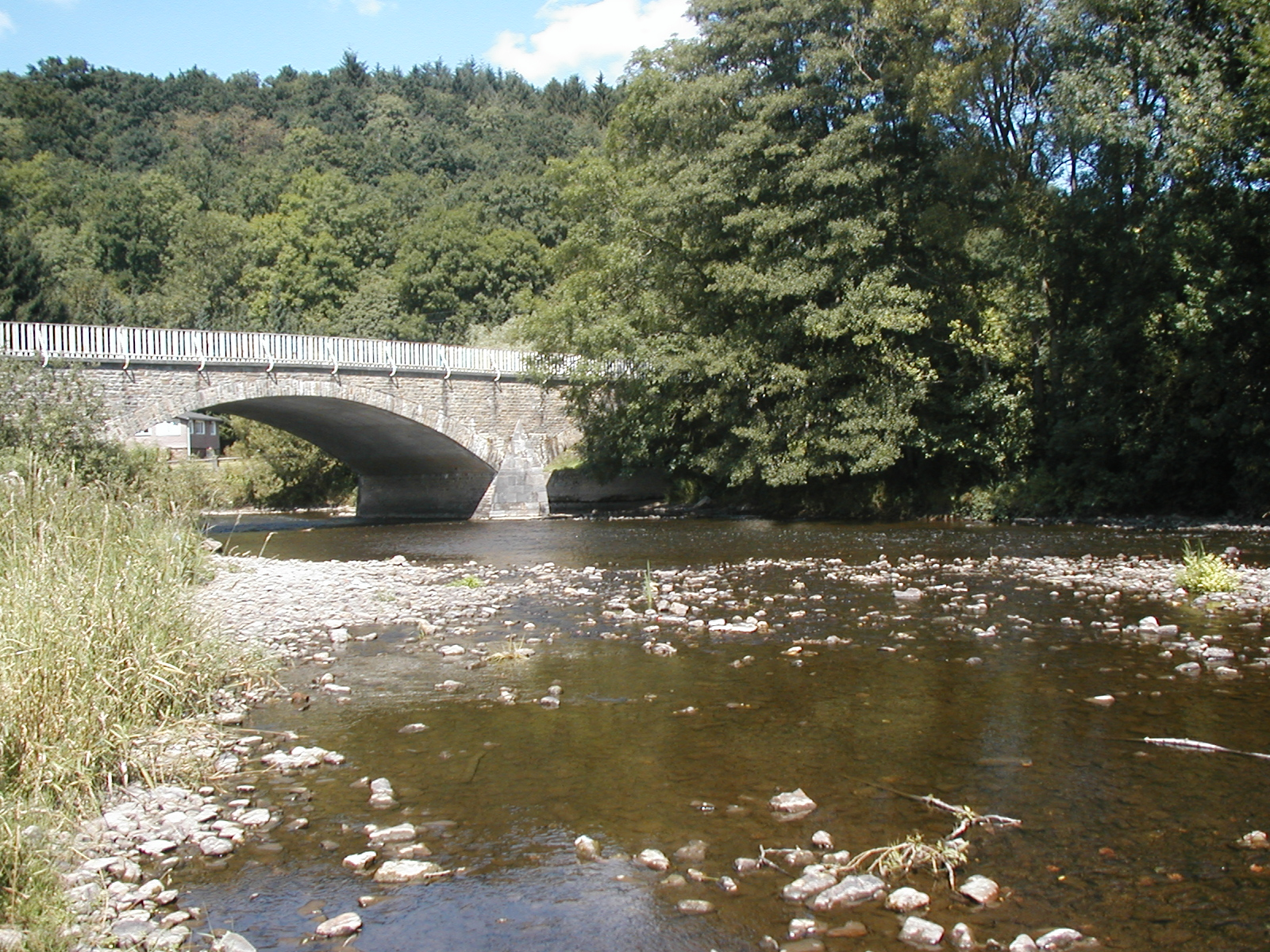
Ourthe en brug